# فيل أدريان
فيل أدريان هو لاعب كرة القدم الكندية كندي، ولد في 1933 في هاميلتون في كندا.

## وصلات خارجية
- فيل أدريان على موقع JustSportsStats.com (الإنجليزية)